# The Mayor's Secretary
The Mayor's Secretary è un cortometraggio del 1914 diretto da Kenean Buel e interpretato da Alice Joyce e Jere Austin.

## Trama
Trama, critica su Stanford University

## Produzione
Il film in due rulli, fu prodotto dalla Kalem Company.

## Distribuzione
Il film venne distribuito nelle sale il 21 dicembre 1914 dalla General Film Company.